# Comuna Oleksandrivka, Dnipro
Oleksandrivka (în ucraineană Олександрівка) este o comună în raionul Dnipro, regiunea Dnipropetrovsk, Ucraina, formată din satele Oleksandrivka (reședința) și Vasîlivka.

## Demografie
Componența lingvistică a satului Oleksandrivka
     Ucraineană (70,58%)
     Rusă (28,83%)
     Alte limbi (0,26%)
Conform recensământului din 2001, majoritatea populației satului Oleksandrivka era vorbitoare de ucraineană (70,58%), existând în minoritate și vorbitori de rusă (28,83%).